# East Ogwell
East Ogwell är en by i civil parish Ogwell, i distriktet Teignbridge, i grevskapet Devon i England. Byn är belägen 24 km från Exeter. Orten har 890 invånare (2015). East Ogwell var en civil parish fram till 1894 när blev den en del av Ogwell. Civil parish hade 271 invånare år 1891.